# Miraikan
Национальный музей передовой науки и технологии (яп. 日本科学未来館 Ниппон Кагаку Мирайкан), также известный как просто Mирайкан (яп. 未来館 букв. «Музей будущего»), — музей, созданный Японским агентством по науке и технологиям, расположен в районе Одайба, Токио. Примечателен тем, что это одно из немногих мест, где можно «вживую» увидеть демонстрацию робота-гуманоида ASIMO. Также стоит упомянуть об экспозиции, включающей в себя прямую трансляцию данных с сейсмометров, расположенных в разных частях Японии, и наглядно демонстрирующей, что страну практически постоянно слегка «трясёт». Открыт с 10 до 17 часов.
Музей возглавляет один из первых японских космонавтов — Мамору Мори.